# Bassaniana
Bassaniana là một chi nhện trong họ Thomisidae.